# フランコ・ウンチーニ
フランコ・ウンチーニ（Franco Uncini 1955年3月9日 レカナーティ -  ）はイタリア出身のライダー（→写真）。ロードレース世界選手権（世界GP）で活躍し、1982年に500ccクラス世界チャンピオンになった。

## 来歴・人物
1976年、アエルマッキワークスから世界GPレースにデビュー。
1982年、 スズキ・RG500に乗り、5勝をマークし500ccクラス世界選手権のタイトルを獲得した。
1983年、第8戦オランダGPで転倒しコース中央に投げ出され、コース外に逃れようとしたところ後続のワイン・ガードナー車と接触。ガードナー車の前輪が回転しながらウンチーニのヘルメットに当たったためヘルメットが吹き飛び、ウンチーニはヘルメットを被っていない状態で地面に叩き付けられてしまった。ウンチーニは意識不明で病院に搬送され、ガードナーも負傷リタイアした。幸いウンチーニは回復してレースに復帰。ウンチーニは事故が偶然に起きたものと理解しており、ガードナーを責めることはなかった。
1985年限りで現役引退、その後はレーシングチームの監督を務めた。
現役時代から頭脳派として知られ、選手としての実力が高いだけではなく、知性や人間性の面での評価も高かった。現役引退後も、ライダーの立場から世界GPのレースコースの安全性を確認し、安全上の問題があれば選手側の代表として主催者側にコース改善を働きかけるなど、重要な役割を果たし続けている。
日本の一部メディアでは「ウンティーニ」と表記していたが､イタリア語の"ci"の発音は日本語の"チ"に近く､｢ウンチーニ｣が原音に忠実なカタカナ表記である｡